# 奥迪100
奥迪100，是1968年奥迪在被大众集团收购后，第一款中大型豪华轿车，是奥迪经典车型之一。而奥迪100的命名，则来自于其高功率输出的100马力发动机。1966年的C1平台让奥迪100的马力十分强大，而在当年，许多人对奥迪100在刚被大众收购时推出，感到不信任，其设计师克服种种阻力，而使奥迪推出了此款车，并获得巨大成功。

## 奥迪100 （C1，1968年-1976年）
1968年推出，因为1966年末汽车联盟公司（奥迪的前身之一）才被大众收购，所以当时没有人指望它会大卖，只是制定10万台的目标，但是却卖出了80万台。

## 奥迪100，200和5000 （C2，1976年-1981年）
第二代100型于1976年推出，它也同时在北美推出，以奥迪5000名字出售。并同时增加了一款旅行车，而在动力方面系统方面主推了一款2.1L直列五缸发动机，并卖出了85万台的销量。

## 奥迪100，200和5000（C3，1982年-1991年）
1982年推出的C3是奥迪100集大成之作，也是经典之作。其最让人铭记的是它优雅的流线型设计，并搭载五汽缸技术的引擎。

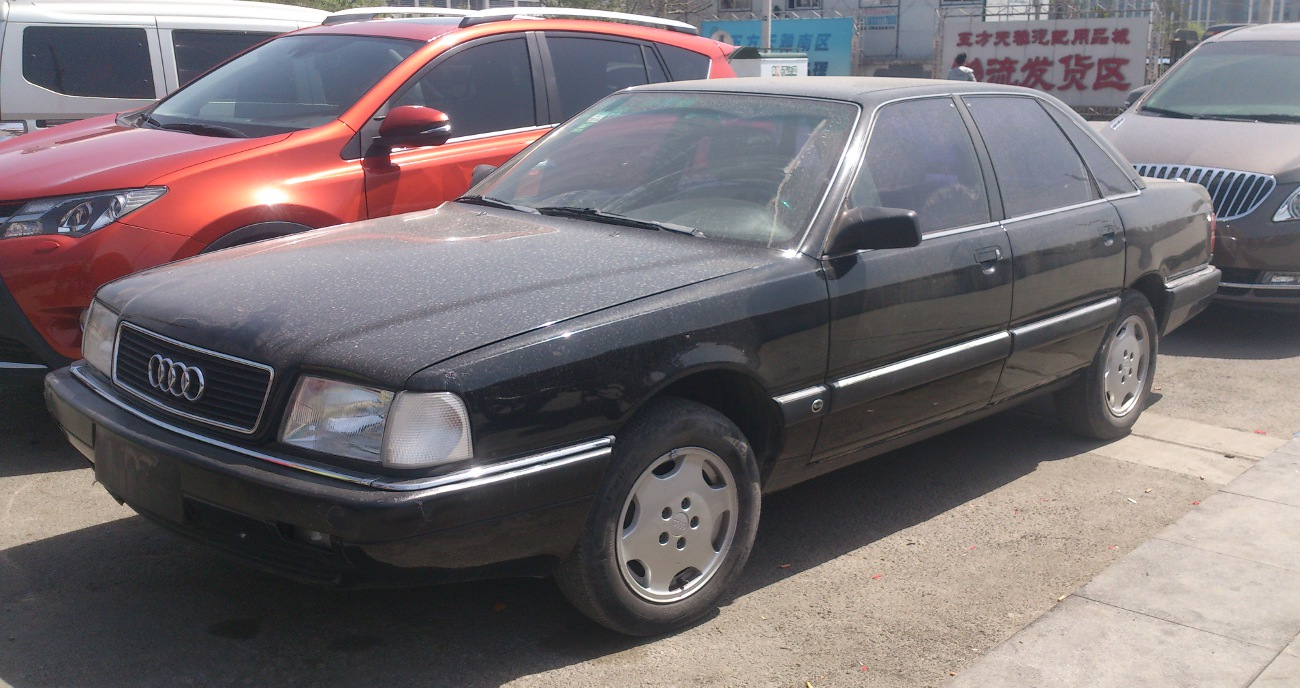
一汽生產的奧迪100

1988年5月17日，与中国第一汽车制造厂签订协议，在长春设厂组装、生产该车型并大卖，同时红旗也按此型号，出产了一款一样外形的车。

## 奥迪100 （C4，1990年-1994年）
1991年推出，在外形上略有改观，并搭载了V6引擎。

## 改变
1996年之后，奥迪100中期改款为奥迪A6。